# Юрай Ніколац
Юрай Ніколац (хорв. Juraj Nikolac; нар. 22 квітня 1932, Меткович) – хорватський шахіст, гросмейстер від 1979 року.

## Шахова кар'єра
Першого успіху досягнув 1953 року в Загребі, посівши 7-ме місце у фіналі чемпіонату Югославії. У фінальних турнірах виступав ще кілька разів, 1978 року поділивши 3-6 місце, а 1979-го – 4-7-ме.
Найкращим періодом у його кар'єрі була друга половина 1970-х років. Досягнув тоді кількох значних успіхів на міжнародній арені, зокрема: поділив 2-ге місце в Ровіні та Загребі (1975, позаду Дьюли Сакса, разом з Влатко Ковачевичем і Віталієм Цешковським), поділив 1-ше місце у Вейк-ан-Зеє (1976, турнір Hoogovens-B, разом з Робертом Белліном), посів 1-ше місце в Амстердамі (1977, турнір IBM-B), поділив 1-ше місце у Врнячці-Бані (1978, разом з Адріаном Михальчишиним), посів 1-ше місце в Їрбіку (1978) і 2-ге місце в Дортмунді (1979, турнір Dortmunder Schachtage, позаду Тамаза Георгадзе).
1982 року поділив 1-2-ге місце в Оберварті, а в 1987 році досягнув ще одного успіху, перемігши на Меморіалі Васі Пірца, який відбувся в Мариборі. 1992 року посів 4-те місце (позаду Юхима Геллера, Анатолія Лейна і Пала Бенко) на другому чемпіонаті світу серед ветеранів (гравців старших 60 років), який відбувся в Бад-Верісгофені. 1997 року переміг на турнірі за швейцарською системою в Загребі, а в 2001-му поділив 2-ге місце на турнірі open у Пулі (позаду Дражена Сермека, разом з Огнєном Цвітаном, Дьюлою Саксом, Младеном Палацом, Ненадом Шулавою і Давором Рогичем).
Найвищий рейтинг Ело в кар'єрі мав станом на 1 січня 1988 року, досягнувши 2500 очок ділив тоді 138-ме місце в світовому рейтинг-листі ФІДЕ, одночасно ділячи 15-те місце серед югославських шахістів..

## Зміни рейтингу
| На цьому місці має відображатися графік чи діаграма, однак з технічних причин його відображення наразі вимкнено. Будь ласка, не видаляйте код, який викликає це повідомлення. Розробники вже працюють для того, щоби відновити штатне функціонування цього графіка або діаграми. | |
| | На цьому місці має відображатися графік чи діаграма, однак з технічних причин його відображення наразі вимкнено. Будь ласка, не видаляйте код, який викликає це повідомлення. Розробники вже працюють для того, щоби відновити штатне функціонування цього графіка або діаграми. |